# Anasaitis
Anasaitis Bryant, 1950 è un genere di ragni appartenente alla famiglia Salticidae.

## Etimologia
Il nome del genere deriva dal prefisso greco ανά-, anà-, che significa sopra, su, verso l'alto e dal genere affine Saitis.

## Distribuzione
Le 5 specie oggi note di questo genere sono diffuse nell'America settentrionale e centrale: in particolare, 3 sono endemiche di Giamaica, la A. canosa è diffusa negli USA e a Cuba e la A. morgani oltre che in Giamaica è stata rinvenuta anche su Hispaniola.

## Tassonomia
A dicembre 2010, si compone di cinque specie:
- Anasaitis canosa (Walckenaer, 1837) — USA, Cuba
- Anasaitis decoris Bryant, 1950 — Giamaica
- Anasaitis morgani (Peckham & Peckham, 1901)[2] — Giamaica, Hispaniola
- Anasaitis scintilla Bryant, 1950 — Giamaica
- Anasaitis venatoria (Peckham & Peckham, 1901) — Giamaica